# The Best Damn Thing
The Best Damn Thing (engl. für: „Das beste Drecksding“) ist das dritte Studioalbum der kanadischen Rocksängerin Avril Lavigne, das in Deutschland am 13. April 2007 erschienen ist. In den USA ist die Veröffentlichung erst vier Tage später erfolgt. Bereits am 2. Februar hatte Lavignes Plattenfirma RCA das Cover für das Album veröffentlicht. Als Produzent fungierte unter anderem Deryck Whibley, Lavignes damaliger Ehemann. Insgesamt verkaufte sich The Best Damn Thing über 5 Millionen Mal und erreichte in den Weltjahrescharts eine der vorderen Positionen.

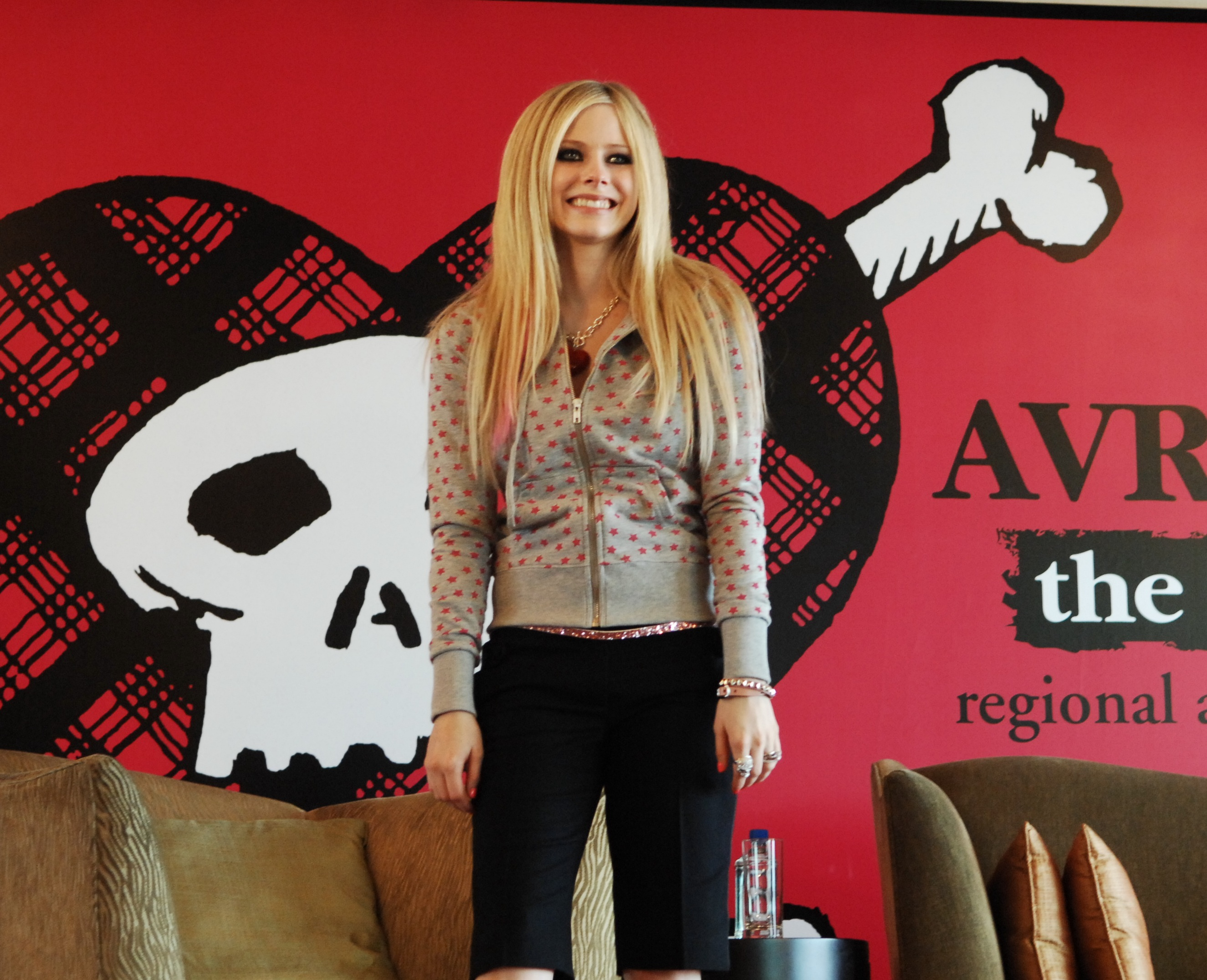
Avril Lavigne bei einer Pressekonferenz in Hong Kong, China (2007)

## Musikalischer Stil
Laut einem Artikel der Musikwebseite Billboard.com erinnert die neue Single Girlfriend an Toni Basils Song Mickey. I Can Do Better ist ein schneller Titel. Der Song When You’re Gone, der mit Klavier und Synthesizer beginnt, wird hingegen als Ballade beschrieben. Der letzte Song, den Billboard vorab hören durfte, heißt Everything Back but You und ist ein Pop/Punk-Track im Stil von Rancid.
Avril Lavigne hat für AOL Music kurze Kommentare zu ihren neuen Songs Girlfriend, I Can Do Better, Everything Back but You und When You’re Gone geschrieben, welche sich wie folgt gestalten:
- Girlfriend – „Das ist die erste Singleauskopplung von meiner neuen Platte. Ich bin aufgeregt, denn Girlfriend ist etwas anders. Es ist ein neuer Sound, aber das bin immer noch ich! Der Song macht wirklich Spaß und veranlasst einen aufzustehen und tanzen zu wollen.“
- I Can Do Better – „Dieser Song gehört zu meinen Favoriten. Travis Barker spielt hier das Schlagzeug. Ich hatte viel Spaß mit dem Track.“
- Everything Back but You – „In diesem Lied geht es um eine erfundene Geschichte über einen Kerl der auf einer Postkarte statt 'I Wish You Were Here' (Ich wünschte du wärst hier) 'I wish you were her' (Ich wünschte du wärst sie) schreibt. So ungefähr.“
- When You’re Gone – „Der Song ist eine Ballade über das Zurücklassen einer Person die man liebt und über die kleinen Dinge, die man an ihr dann vermisst.“

## Tournee
Um das Album zu promoten, wurde eine The Best Damn Tour genannte Konzerttournee organisiert, die im März 2008 in Kanada und den USA begann und später in Europa und Asien fortgesetzt wurde. Für das Vorprogramm in Europa wurde die amerikanische Pop-Band Jonas Brothers engagiert. Im Verlauf ihrer Welttournee war Lavigne im Juni/Juli 2008 auch in Deutschland sowie Österreich zu sehen. In der kanadischen Stadt Toronto entstand bei einem Konzert auch gleichzeitig die nach der Tour benannte DVD, die am 5. September 2008 in Europa und am 9. September in Nordamerika veröffentlicht wurde.

## Titelliste
1. Girlfriend [Radio Edit] (Avril Lavigne, Lukasz Gottwald) – 3:37
2. I Can Do Better (Avril Lavigne, Lukasz Gottwald) – 3:16
3. Runaway (Avril Lavigne, Lukasz Gottwald, Kara DioGuardi) – 3:48
4. The Best Damn Thing (Avril Lavigne, Butch Walker) – 3:10
5. When You’re Gone (Avril Lavigne, Butch Walker) – 4:00
6. Everything Back but You (Avril Lavigne, Butch Walker) – 3:02
7. Hot (Avril Lavigne, Evan Taubenfeld) – 3:23
8. Innocence (Avril Lavigne, Evan Taubenfeld) – 3:52
9. I Don’t Have to Try (Avril Lavigne, Lukasz Gottwald) – 3:17
10. One of Those Girls (Avril Lavigne, Evan Taubenfeld) – 2:55
11. Contagious (Avril Lavigne, Evan Taubenfeld) – 2:10
12. Keep Holding On (Avril Lavigne, Lukasz Gottwald) – 4:00

Daneben existieren eine „Deluxe Edition“, die ein Making-of enthält und eine „Limited Edition“, auf der weitere Bonustracks, alle Musikvideos bis Hot und vier Live-Tracks aus der „Orange Lounge“ enthalten sind.

## Singleauskopplungen
Als erste Single wurde der Song Keep Holding On veröffentlicht, der von Lavigne und Dr. Luke geschrieben wurde. Er war bereits für den Soundtrack des Films Eragon – Das Vermächtnis der Drachenreiter entstanden und als Folge dessen ausgekoppelt worden. Am 19. Februar 2007 wurde Girlfriend als zweite Single präsentiert. Nach Girlfriend folgten When You’re Gone, Hot und The Best Damn Thing.
| Jahr | Titel               | Höchstplatzierung, Gesamtwochen, AuszeichnungChartplatzierungen (Jahr, Titel, Platzierungen, Wochen, Auszeichnungen, Anmerkungen) | Höchstplatzierung, Gesamtwochen, AuszeichnungChartplatzierungen (Jahr, Titel, Platzierungen, Wochen, Auszeichnungen, Anmerkungen) | Höchstplatzierung, Gesamtwochen, AuszeichnungChartplatzierungen (Jahr, Titel, Platzierungen, Wochen, Auszeichnungen, Anmerkungen) | Höchstplatzierung, Gesamtwochen, AuszeichnungChartplatzierungen (Jahr, Titel, Platzierungen, Wochen, Auszeichnungen, Anmerkungen) | Höchstplatzierung, Gesamtwochen, AuszeichnungChartplatzierungen (Jahr, Titel, Platzierungen, Wochen, Auszeichnungen, Anmerkungen) | Höchstplatzierung, Gesamtwochen, AuszeichnungChartplatzierungen (Jahr, Titel, Platzierungen, Wochen, Auszeichnungen, Anmerkungen) | Höchstplatzierung, Gesamtwochen, AuszeichnungChartplatzierungen (Jahr, Titel, Platzierungen, Wochen, Auszeichnungen, Anmerkungen) | Anmerkungen                                                   |
| Jahr | Titel               | DE | AT | CH | UK | US | FR | CA | Anmerkungen                                                   |
| ---- | ------------------- | --- | --- | --- | --- | --- | --- | --- | ------------------------------------------------------------- |
| 2006 | Keep Holding On     | — | — | — | — | US17 Platin · (21 Wo.)US | — | CA1 Platin · (9 Wo.)CA | Erstveröffentlichung: 27. November 2006 Verkäufe: + 1.620.000 |
| 2007 | Girlfriend          | DE3 Gold · (19 Wo.)DE | AT1 Gold · (27 Wo.)AT | CH3 (25 Wo.)CH | UK2 Platin · (28 Wo.)UK | US1 ×7Siebenfachplatin + Platin (Mastertone) · (24 Wo.)US                                                                         | FR2 (26 Wo.)FR | CA1 ×4×2Vierfachplatin + Doppelplatin (Ringtone) · (53 Wo.)CA                                                                     | Erstveröffentlichung: 19. Februar 2007 Verkäufe: + 11.335.000 |
| 2007 | When You’re Gone    | DE17 (17 Wo.)DE | AT10 (23 Wo.)AT | CH14 (23 Wo.)CH | UK3 Gold · (22 Wo.)UK | US24 ×2Doppelplatin · (20 Wo.)US                                                                                                  | FR17 (24 Wo.)FR | CA13 ×2Doppelplatin · (23 Wo.)CA                                                                                                  | Erstveröffentlichung: 19. Juni 2007 Verkäufe: + 2.805.000     |
| 2007 | Hot                 | DE26 (9 Wo.)DE | AT17 (16 Wo.)AT | CH61 (10 Wo.)CH | UK30 (8 Wo.)UK | US95 (1 Wo.)US | — | CA12 (23 Wo.)CA | Erstveröffentlichung: 2. Oktober 2007 Verkäufe: + 525.000     |
| 2008 | The Best Damn Thing | DE64 (5 Wo.)DE | AT51 (5 Wo.)AT | — | — | — | — | — | Erstveröffentlichung: 13. Juni 2008 Verkäufe: + 60.000        |

## Kommerzieller Erfolg

### Chartplatzierungen
| ChartsChartplatzierungen       | Höchstplatzierung | Wochen |
| ------------------------------ | ----------------- | ------ |
| Deutschland (GfK)              | 1 (47 Wo.)        | 47     |
| Frankreich (SNEP)              | 3 (80 Wo.)        | 80     |
| Österreich (Ö3)                | 1 (39 Wo.)        | 39     |
| Schweiz (IFPI)                 | 2 (45 Wo.)        | 45     |
| Vereinigte Staaten (Billboard) | 1 (51 Wo.)        | 51     |
| Vereinigtes Königreich (OCC)   | 1 (46 Wo.)        | 46     |

| ChartsJahrescharts (2007)      | Platzierung |
| ------------------------------ | ----------- |
| Deutschland (GfK)              | 20          |
| Frankreich (SNEP)              | 38          |
| Österreich (Ö3)                | 22          |
| Schweiz (IFPI)                 | 18          |
| Vereinigte Staaten (Billboard) | 25          |
| Vereinigtes Königreich (OCC)   | 34          |

| ChartsJahrescharts (2008)      | Platzierung |
| ------------------------------ | ----------- |
| Vereinigte Staaten (Billboard) | 176         |

### Auszeichnungen für Musikverkäufe
| Land/Region                  | Auszeichnungen für Musikverkäufe (Land/Region, Auszeichnung, Verkäufe) | Verkäufe    |
| ---------------------------- | ---------------------------------------------------------------------- | ----------- |
| Argentinien (CAPIF)          | Platin                                                                 | 40.000      |
| Australien (ARIA)            | 2× Platin                                                              | 140.000     |
| Belgien (BRMA)               | Gold                                                                   | 15.000      |
| Brasilien (PMB)              | Platin                                                                 | 60.000      |
| Deutschland (BVMI)           | Platin                                                                 | 200.000     |
| Europa (IFPI)                | Platin                                                                 | (1.000.000) |
| Frankreich (SNEP)            | Gold                                                                   | 75.000      |
| Griechenland (IFPI)          | Gold                                                                   | 7.500       |
| Irland (IRMA)                | 2× Platin                                                              | 30.000      |
| Italien (FIMI)               | —                                                                      | 120.000     |
| Japan (RIAJ)                 | Diamant                                                                | 1.000.000   |
| Kanada (MC)                  | 2× Platin                                                              | 279.000     |
| Mexiko (AMPROFON)            | Platin                                                                 | 100.000     |
| Neuseeland (RMNZ)            | Platin                                                                 | 15.000      |
| Österreich (IFPI)            | Platin                                                                 | 20.000      |
| Polen (ZPAV)                 | Gold                                                                   | 10.000      |
| Portugal (AFP)               | Gold                                                                   | 10.000      |
| Russland (NFPF)              | 4× Platin                                                              | 80.000      |
| Schweiz (IFPI)               | Platin                                                                 | 30.000      |
| Ungarn (MAHASZ)              | Gold                                                                   | 3.000       |
| Vereinigte Staaten (RIAA)    | 2× Platin                                                              | 2.000.000   |
| Vereinigtes Königreich (BPI) | Platin                                                                 | 491.000     |
| Insgesamt                    | 6× Gold · 22× Platin · 1× Diamant ·                                    | 4.765.500   |

Hauptartikel: Avril Lavigne/Auszeichnungen für Musikverkäufe